# Magnus Båmi
Magnus Båmi (tidigare Utterbaum och Beaumy), född 19 augusti 1780 i Motala församling, Östergötlands län, död 24 december 1843 i Västra Hargs församling, Östergötlands län, var en svensk präst.

## Biografi
Magnus Båmi föddes 1780 i Motala församling. Han var son till kronolänsmannen Jonas Magnus Utterbaum och Anna Lundborg. Båmi blev 1801 student vid Uppsala universitet och prästvigdes 28 augusti 1805. Han blev 18 december 1816 komminister i Västra Stenby församling, med tillträde 1817, och 14 maj 1823 komminister i Skeda församling, med tillträde direkt. Den 27 maj 1834 blev han kyrkoherde i Västra Hargs församling, med tillträde 1835. Båmi avled 1843 i Västra Hargs församling.
Båmi fick 1814 konungens belöningsmedalj och hedersmedalj för befrämjande av vaccination.

## Familj
Båmi gifte sig 19 augusti 1810 med Sara Elisabet Rudelius (1782–1845). Hon var dotter till kyrkoherden Nils Rudelius i Örberga församling.